# Växelvis boende
Växelvis boende innebär att barn bor ungefär halva tiden hos varje förälder när föräldrarna inte bor tillsammans. Den vanligaste anledningen att barn bor växelvis är föräldrarnas skilsmässa eller separation. Ökningen av växelvis boende i Sverige har gått snabbt. I mitten av 1980-talet bodde ett par procent av barn med särlevande föräldrar växelvis. År 2014 hade den siffran vuxit till mellan 35 och 40 procent. I jämförelse med andra länder är andelen barn som bor växelvis i Sverige unik, även om man numera ser en ökning i många andra västerländska länder.

## Forskning om barn i växelvis boende
På 1980-talet gjordes forskning av paret Bente och Gunnar Öberg som konstaterade att barn till frånskilda inte nödvändigtvis mår sämre än andra barn. Under 2010-talet har forskning kring växelvis boende åter tagit fart i Sverige.